# Shanice Craft
Shanice Craft (Mannheim, 15 maggio 1993) è una discobola e pesista tedesca.

## Progressione

### Lancio del disco
| Stagione | Risultato | Luogo               | Data      | Rank. Mond. |
| -------- | --------- | ------------------- | --------- | ----------- |
| 2015     | 63,83 m   | Tallinn             | 12-7-2015 |             |
| 2014     | 65,88 m   | Ulma                | 26-7-2014 |             |
| 2013     | 60,77 m   | Ulma                | 6-7-2013  | 37ª         |
| 2012     | 62,92 m   | Bochum-Wattenscheid | 16-6-2012 | 25ª         |
| 2011     | 58,65 m   | Tallinn             | 22-7-2011 | 58ª         |
| 2010     | 55,49 m   | Singapore           | 21-8-2010 | 101ª        |
| 2009     | 50,57 m   | Mannheim            | 17-5-2009 | 257ª        |
| 2008     | 48,14 m   | Walldorf            | 21-5-2008 | 388ª        |
| 2007     | 44,86 m   | Sinsheim            | 10-3-2007 | 705ª        |

### Getto del peso outdoor
| Stagione | Risultato | Luogo      | Data      | Rank. Mond. |
| -------- | --------- | ---------- | --------- | ----------- |
| 2015     | 17,29 m   | Tallinn    | 9-7-2015  |             |
| 2014     | 17,75 m   | Ulma       | 25-7-2014 |             |
| 2013     | 17,29 m   | Tampere    | 12-7-2013 | 56ª         |
| 2012     | 17,15 m   | Barcellona | 10-7-2012 | 70ª         |
| 2011     | 14,52 m   | Mannheim   | 15-5-2011 | 412ª        |
| 2010     | 15,63 m   | Ulma       | 6-8-2010  | 177ª        |
| 2009     | 13,55 m   | Mannheim   | 19-9-2009 | 678ª        |

### Getto del peso indoor
| Stagione | Risultato | Luogo      | Data      | Rank. Mond. |
| -------- | --------- | ---------- | --------- | ----------- |
| 2014     | 17,35 m   | Rochlitz   | 2-2-2014  | 29ª         |
| 2013     | 17,66 m   | Dortmund   | 23-2-2013 | 22ª         |
| 2012     | 16,06 m   | Karlsruhe  | 25-2-2012 | 99ª         |
| 2011     | 15,74 m   | Leverkusen | 19-2-2011 | 110ª        |
| 2010     | 14,89 m   | Halle      | 202-2010  | 190ª        |

## Palmarès
| Anno | Manifestazione      | Sede           | Evento           | Risultato | Prestazione | Note                                             |
| ---- | ------------------- | -------------- | ---------------- | --------- | ----------- | ------------------------------------------------ |
| 2009 | Mondiali allievi    | Bressanone     | Lancio del disco | Bronzo    | 49,15 m     |                                                  |
| 2010 | Olimpiadi giovanili | Singapore      | Lancio del disco | Oro       | 55,49 m     | Miglior prestazione personale                    |
| 2011 | Europei juniores    | Tallinn        | Lancio del disco | Oro       | 58,65 m     |                                                  |
| 2012 | Mondiali juniores   | Barcellona     | Getto del peso   | Oro       | 17,15 m     | Miglior prestazione mondiale stagionale under 20 |
| 2012 | Mondiali juniores   | Barcellona     | Lancio del disco | Argento   | 60,42 m     |                                                  |
| 2013 | Europei indoor      | Göteborg       | Getto del peso   | 11ª (q)   | 17,30 m     |                                                  |
| 2013 | Europei under 23    | Tampere        | Getto del peso   | Argento   | 17,29 m     | Miglior prestazione personale                    |
| 2013 | Europei under 23    | Tampere        | Lancio del disco | Argento   | 58,64 m     |                                                  |
| 2014 | Europei             | Zurigo         | Lancio del disco | Bronzo    | 64,33 m     |                                                  |
| 2015 | Europei under 23    | Tallinn        | Getto del peso   | Argento   | 17,29 m     | Miglior prestazione personale stagionale         |
| 2015 | Europei under 23    | Tallinn        | Lancio del disco | Oro       | 63,83 m     | Miglior prestazione personale stagionale         |
| 2015 | Mondiali            | Pechino        | Lancio del disco | 7ª        | 63,10 m     |                                                  |
| 2016 | Europei             | Amsterdam      | Lancio del disco | Bronzo    | 63,89 m     |                                                  |
| 2016 | Olimpiadi           | Rio de Janeiro | Lancio del disco | 11ª       | 59,85 m     |                                                  |
| 2018 | Europei             | Berlino        | Lancio del disco | Bronzo    | 62,46 m     |                                                  |
| 2022 | Mondiali            | Eugene         | Lancio del disco | 9ª        | 62,35 m     |                                                  |
| 2022 | Europei             | Monaco         | Lancio del disco | 7ª        | 62,78 m     |                                                  |
| 2023 | Mondiali            | Budapest       | Lancio del disco | 7ª        | 65,47 m     |                                                  |
| 2024 | Europei             | Roma           | Lancio del disco | 6ª        | 61,73 m     |                                                  |

## Altre competizioni internazionali
2014
- Argento in Coppa Europa invernale di lanci (under 23) ( Leiria), getto del peso - 17,16 m
- Oro in Coppa Europa invernale di lanci (under 23) ( Leiria), lancio del disco - 64,16 m
- 7ª al Doha Diamond League ( Doha), getto del peso - 17,47 m
- Argento al Hallesche Halplus Werfertage ( Halle), lancio del disco - 64,85 m
- Argento al Prefontaine Classic ( Eugene), lancio del disco - 65,38 m
- Campionati europei a squadre di atletica leggera ( Braunschweig)
- Argento agli Europei a squadre ( Braunschweig), lancio del disco - 65,07 m
- 6ª al Meeting Areva ( Parigi), lancio del disco - 63,21 m
- 6ª al Sainsbury's Glasgow Grand Prix ( Glasgow), lancio del disco - 59,90 m
- 5ª al DN Galan ( Stoccolma), lancio del disco - 63,56 m
- 4ª al Weltklasse Zürich ( Zurigo), lancio del disco - 63,44 m
- 5ª al Meeting ISTAF ( Berlino), getto del peso - 17,06 m
- Argento al Zagreb Meeting ( Zagabria), lancio del disco - 61,15 m

2015
- 4ª in Coppa Europa invernale di lanci ( Leiria), lancio del disco - 63,22 m
- 4ª all'Adidas Grand Prix ( New York), lancio del disco - 62,69 m

2021
- Bronzo in Coppa Europa di lanci ( Spalato), lancio del disco - 62,05 m

2023
- Oro in Coppa Europa di lanci ( Leiria), lancio del disco - 64,88 m

2025
- Argento ai Campionati europei a squadre di atletica leggera ( Madrid), lancio del disco - 61,53 m